# Ángel Zamarripa Landi

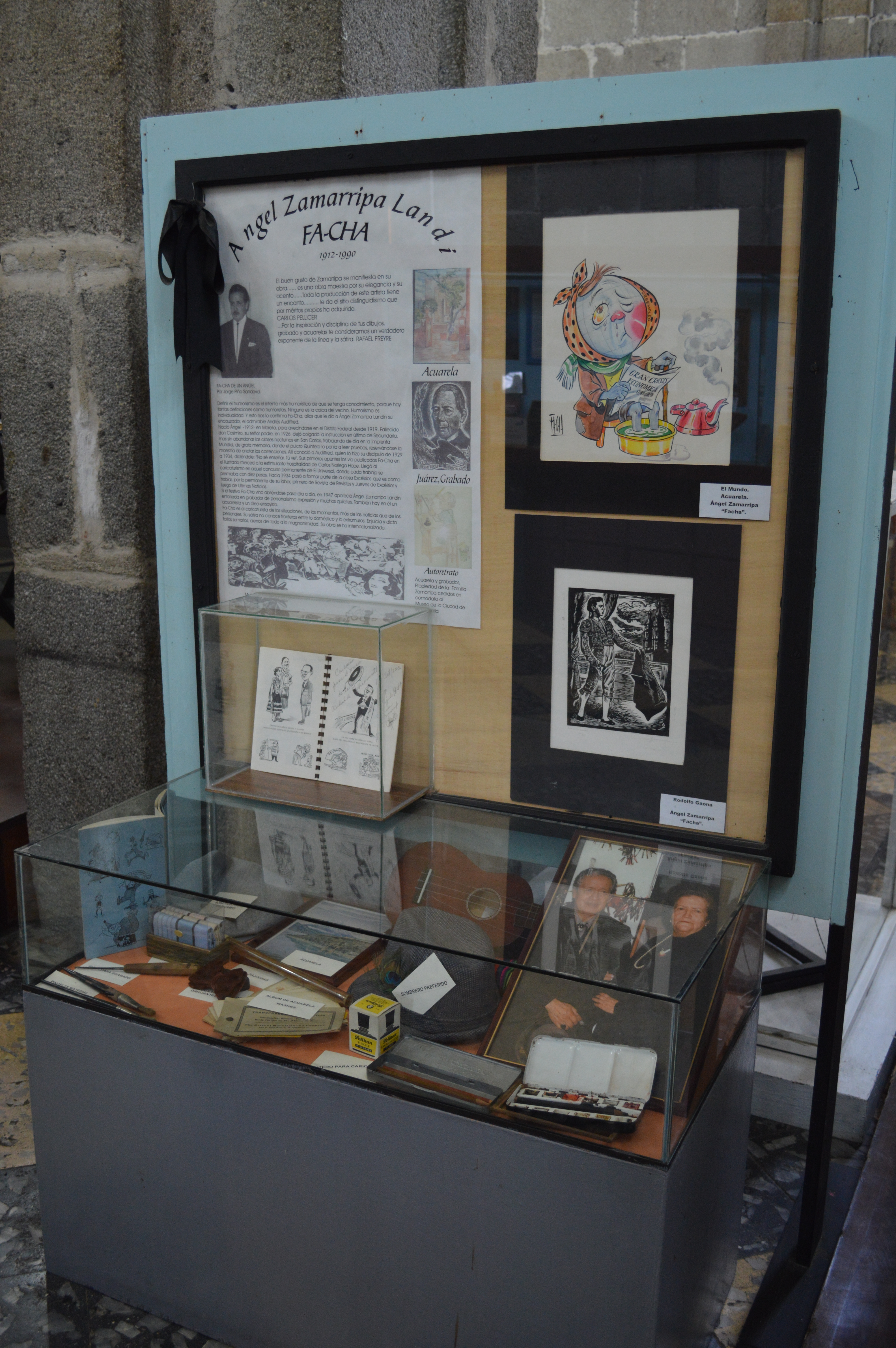
Exhibición dedicada al artista en el Museo de la Ciudad de Huamantla

Ángel Zamarripa Landi (Morelia, Michoacán; 16 de noviembre de 1912-6 de julio de 1990) fue un caricaturista mexicano y artista de acuarela, reconocido por sus satirizaciones publicadas en revistas y periódicos mexicanos y por ser uno de los fundadores de la Sociedad Mexicana de Grabadores. Su trabajo se ha exhibido tanto en México como en diversas partes del mundo.

## Vida
Zamarripa nació en Morelia, Michoacán el 16 de noviembre de 1912. Tras completar su educación Preparatoria en la Ciudad de México, se enlistó en la Academia de San Carlos en 1929, bajo las enseñanzas de Germán Gedovius, Fidias Elizondo, Sóstenes Ortega, Francisco de la Torre y Pastor Velázquez. Durante esta época trabajó en la editorial Imprenta Mundial, donde conoció al ilustrador Andrés Audiffred, quien le enseñó cómo ilustrar historietas.
En 1946, continuó sus estudios en la Escuela de las Artes del Libro, donde aprendió grabado de Carlos Alvarado Lang, Pedro Castelar y Francisco Díaz de León.
Se casó con Carmen Perez, con quien tuvo dos hijos. Murió en la Ciudad de México el 6 de julio de 1990 de una falla en el riñón.

## Carrera
Ángel Zamarripa fue uno de los caricaturistas mexicanos más reconocidos del siglo XX. Empezó su carrera profesional en 1927 trabajando para la revista "El Ilustrado" bajo el seudónimo de “Fa-cha”. En 1934, comenzó a trabajar para Excélsior, donde se mantuvo alrededor de 50 años. Sus caricaturas también eran publicadas en Últimas Noticias, Jueves de Excélsior y Revista de Revistas.
En 1948, exhibió sus obras gráficas individual y colectivamente en México, Estados Unidos, Asia, Europa y Sudamérica. Sus trabajos de pintura en acuarela de paisajes mexicanos los exhibió en Estados Unidos y Europa, en su mayoría.
En 1947 fundó junto con José Julio Rodríguez y Amador Lugo Guadarrama la Sociedad Mexicana de Grabadores. También editó la revista “Estampa”. Adicionalmente, fue miembro de Xylon, la Sociedad Internacional de Grabadores en Suiza, el Salón Nacional de Grabado, el Salón de la Plástica Mexicana, el Club de Caricaturistas y la Sociedad Mexicana de Acuarelistas.
Entre sus demás actividades se encuentran: un seminario de publicidad de 1967 a 1969 en la Escuela Nacional de Artes Gráficas y la colaboración en una columna con Henry Loubet Jr, ambos firmando como “Tin” y "Ton".
A pesar de la naturaleza satírica de la mayoría de sus trabajos, obtuvo reconocimiento por parte de figuras políticas tal como el expresidente de los Estados Unidos Lyndon B. Johnson y su esposa Lady Bird Johnson.

## Arte
Zamarripa es reconocido por sus obras gráficas, las cuales son menos emocionales que otras en su campo. Él estaba más inmerso en los oficios como litografía e impresión en madera y linóleo. Firmó sus trabajos con varios nombres como “Fa-Cha” o Ángel Landi.
A pesar de haber creado personajes como Thorson (una parodia de Tarzán), Hanz y Fritz, Jorge Piño Sandoval lo consideraba un “caricaturista de situaciones, de momentos, más que de las últimas noticias que de personajes”.  Piño Sandoval afirmó que el trabajo de Zamarripa hacía juicios y duras sentencias, despovistas de algún trazo de bondad. El artista dijo que "las historietas son un asunto serio, un arma muy poderosa ya que se han dado casos en otros países donde las historietas lograron influir tanto a la gente, por la información contenida en el dibujo, que figuras prominentes han sido derrocadas".